# SmartBird
SmartBird — орнитоптер, созданный компанией Festo с бионической самообучающейся сетью и улучшенной аэродинамикой и маневренностью.
Создан по образцу серебристой чайки.
В апреле 2011 года, модель SmartBird была представлена на Ганноверской ярмарке.
Отличается от предыдущих моделей тем, что может взлетать, летать и приземляться самостоятельно.

## Технические характеристики
- Масса 450 граммов.
- Размах крыльев 1,96 метров.[2]
- Модель изготовлена из полиуретановой пены и углеродного волокна.
- Приводится в действие 135 бесщёточных моторов работает на 23 Вт.